# Carlos Sanmartín Barberi
Carlos Sanmartín Barberi, nacido en Bogotá, Colombia, el 12 de abril de 1929. Fallecido en la misma ciudad el 6 de diciembre de 1996. Hijo de Roberto Sanmartín Latorre (también médico) y María Barberi Lascano.

## Curriculum vitae
- Jefe de Laboratorio del Instituto Carlos Finlay de Bogotá, Colombia (1959-1953)
- Jefe Profesor de la sección de Virus, Facultad de Medicina de la Universidad del Valle, Cali, Colombia (1955-1975)
- Jefe de Medicina Preventiva, Universidad del Valle (1960-1964)
- Jefe de la Unidad de Virología, Centro Panamericano de Zoonosis, Organización Panamericana de la Salud, Buenos Aires, Argentina
- Miembro Honorario de la Academia Nacional de Medicina de Colombia a partir de 1986.
- Premio "Carlos Finlay" de la Academia Nacional de Medicina, la Sociedad Colombiana de Sociedades Científicas y la Asociación Colombiana de Facultades de Medicina (1992)
- Autor de numerosas publicaciones científicas sobre enfermedades producidas por virus y parásitos (encefalitis equina, rabia, malaria, dengue).

## Publicaciones (en inglés)
- Epidemiological experiences in over-developed sub-countries. http://www.ncbi.nlm.nih.gov/pubmed/4706425
- Antibodies to Yellow Fever and Other Arthropod-Borne Viruses in Human Residents of San Vicente de Chucuri, Santander, Colombia http://www.ajtmh.org/cgi/content/abstract/8/2_Part_1/175
- Venezuelan equine encephalitis in Colombia, 1967 http://www.ncbi.nlm.nih.gov/pubmed/4265714
- Pichindé Virus - A new virus of the Tacaribe group from Colombia http://www.ajtmh.org/cgi/content/abstract/20/4/631
- Hemagglutination-Inhibition and Neutralization Tests for the Venezuelan Equine Encephalomyelitis Virus http://www.ajtmh.org/cgi/content/abstract/8/3/346
- Introduction of Carlos Sanmartín B. as Charles Franklin Craig lecturer for 1972. http://www.ncbi.nlm.nih.gov/pubmed/4574750
- Human epidemic in Colombia caused by the Venezuelan equine encephalomyelitis virus http://www.ncbi.nlm.nih.gov/sites/entrez?Db=pubmed&Cmd=Search&Term=%22SANMARTIN-BARBERI%20C%22%5BAuthor%5D&itool=EntrezSystem2.PEntrez.Pubmed.Pubmed_ResultsPanel.Pubmed_RVAbstractPlusDrugs1
- The Isolation of Encephalomyocarditis Virus from Aotus Monkeys http://www.ajtmh.org/cgi/content/abstract/6/5/840

## Otros documentos
- Octogésimo aniversario del descubrimiento de la fiebre amarilla selvática por el Doctor Roberto Franco http://bases.bireme.br/cgi-bin/wxislind.exe/iah/online/?IsisScript=iah/iah.xis&src=google&base=LILACS&lang=p&nextAction=lnk&exprSearch=84360&indexSearch=ID
- Discurso en la Universidad Nacional de Colombia por los 50 años de la promoción de 1946. Bogotá, noviembre de 1996 http://02d4131.netsolhost.com/babette/csb50years.asp (enlace roto disponible en Internet Archive; véase el historial, la primera versión y la última).
- "Quiero que mi cuerpo sea sepultado directamente en la tierra..."

http://02d4131.netsolhost.com/babette/csbresena.asp (enlace roto disponible en Internet Archive; véase el historial, la primera versión y la última).
- "Mensaje a la memoria de un gran amigo" - Álvaro Dueñas Lehmann, M.D.

http://02d4131.netsolhost.com/babette/csbduenas.asp (enlace roto disponible en Internet Archive; véase el historial, la primera versión y la última).
- Datos: Q5751713